# Cecilie Johansen
Cecilie Winther Johansen (* 14. Juni 2000 in Ikast) ist eine dänische Fußballspielerin. Seit dem 1. Juli 2024 ist sie Vertragsspielerin der Frauenfußballabteilung der Aarhus GF.

## Karriere

### Vereine
Winther Johansen verließ im Alter von 18 Jahren ihren Jugendverein Vildbjerg Sportsforening aus dem gleichnamigen Ort und schloss sich 2018 in Aarhus dem Vejlby Skovbakken Aarhus an. 
Von 2020 bis 2023 bestritt sie 40 Punktspiele für die Frauenfußballabteilung des Aarhus GF in der Gjensidige Kvindeligaen, der höchsten Spielklasse im dänischen Frauenfußball
Zur Saison 2023/24 wurde sie vom Bundesligisten Bayer 04 Leverkusen verpflichtet. Ihr Pflichtspieldebüt gab sie zum Saisonauftakt am 17. September 2023 bei der 0:3-Niederlage im Auswärtsspiel gegen den VfL Wolfsburg. 
Am Saisonende verließ sie den Verein und kehrte zur Frauenfußballabteilung der Aarhus GF zurück; dort unterzeichnete sie einen Zweijahresvertrag.

### Nationalmannschaft
Winther Johansen debütierte als Nationalspielerin in der U16-Nationalmannschaft, die am 2. September 2015 in Løgumkloster Sogn das in Freundschaft ausgetragene Länderspiel gegen die U16-Nationalmannschaft Deutschlands mit 1:3 verlor.
In den Jahren 2016 und 2017 spielte sie für die U17- und in den Jahren 2017 bis 2019 für die U19-Nationalmannschaft. Für die U23-Nationalmannschaft debütierte sie am 18. Februar 2023 in Eerikkilä beim 1:1-Unentschieden im Freundschaftsspiel gegen die U23-Nationalmannschaft Finnlands.